# Bernwiller
Bernwiller è un comune francese di 665 abitanti situato nel dipartimento dell'Alto Reno, nella regione del Grand Est.
L'8 ottobre 2015 il comune di Ammerzwiller accetta la fusione con il comune di Bernwiller, la quale è ufficializzata con un decreto del prefetto del 12 novembre 2015, che ha effetto a partire dal 1º gennaio 2016. Il nuovo comune prende il nome di Bernwiller ma il suo capoluogo è fissato a Ammertzwiller. Di conseguenza il comune di Bernwiller prende il vecchio codice statistico INSEE di Ammertzwiller (68006).

## Società

### Evoluzione demografica
Abitanti censiti